# Flughafen Cadjehoun

i7
i11
i13
Der Flughafen Cadjehoun (französisch Aéroport International Cardinal Bernardin Gantin / Cadjehoun, englisch Cotonou Airport, IATA-Code: COO, ICAO-Code: DBBB) ist ein internationaler Flughafen in Benin. Er liegt etwa sechs Kilometer westlich des Zentrums in der größten Stadt des Landes Cotonou an der Bucht von Benin. Es gibt einen Terminal mit einigen Mietwagenschaltern, Restaurants und Cafés, Informationsschaltern, sowie Hotelreservierungsschaltern. Es gibt Taxis die in das Zentrum verkehren. Der Flughafen ist nach dem 2008 verstorbenen beninischen Kurienkardinal Bernardin Gantin benannt.
Planmäßig soll der Flughafen durch den neuen Flughafen Glo-Djigbé im nördlich von Cotonou gelegenen Arrondissement Golo-Djigbé ersetzt werden. Unter anderem mit Verweis auf die Auswirkungen der COVID-19-Pandemie wurde dieses Projekt im Sommer 2022 erst einmal zurückgestellt und der Flughafen in Cadjehoun modernisiert.

## Zwischenfälle
- Am 16. Februar 1950 kam eine Douglas DC-3A der Air France (Luftfahrzeugkennzeichen F-BAOD) bei der Landung auf dem Flughafen Cotonou von der Landebahn ab und wurde irreparabel beschädigt. Die drei Besatzungsmitglieder und alle Passagiere überlebten den Unfall.[2]

- Am 25. Dezember 2003 stürzte eine Boeing 727-223 der Union des Transports Africains de Guinée (3X-GDO) beim Start auf dem Flughafen Cotonou-Cadjehoun unmittelbar nach dem Abheben ab, nachdem sie die ILS-Antennen sowie ein kleines Gebäude gestreift hatte. Von den vermutlich 163 Insassen wurden 141 getötet, darunter 5 der 10 Besatzungsmitglieder. Beim Einsteigen und Gepäckverladen hatten chaotische Zustände geherrscht. Als Hauptursachen des Unfalls wurden Überladung und nicht bekannte Schwerpunktlage ermittelt. Als beitragende Faktoren wurden außerdem schwere Mängel bei der Kompetenz der Fluggesellschaft sowie mangelhafte Aufsicht durch die Flugsicherheitsbehörden in Guinea und Swasiland festgestellt (siehe auch UTAGE-Flug 141).[3]

## Fluggesellschaften
Es verkehren hauptsächlich afrikanische Airlines nach Cadjehoun. Nach Europa fliegen ausschließlich Air France nach Paris und Brussels Airlines nach Brüssel. Als inländische Gesellschaft hat beispielsweise Bénin Airlines dort den Sitz.